# Irídium-tetroxid
Az irídium-tetroxid az irídium egyik oxidja, képlete IrO4, benne az irídium oxidációs száma 8. A [(η1O2)IrO2] fotokémiai átrendeződésével keletkezik 6 K hőmérsékleten szilárd argonban. Magasabb hőmérsékleten instabil.

## Fordítás
Ez a szócikk részben vagy egészben  az   Iridium tetroxide című angol Wikipédia-szócikk fordításán alapul.  Az eredeti cikk szerkesztőit annak laptörténete sorolja fel. Ez a jelzés csupán a megfogalmazás eredetét és a szerzői jogokat jelzi, nem szolgál a cikkben szereplő információk forrásmegjelöléseként.